# Embustero y bailarín
Embustero y Bailarín es el quinto sencillo de Los Pekenikes y segundo en extraerse de su segundo álbum, Los Pekenikes II (1966). 
La cara B la ocupa Tiempo y ritmo.

## Miembros
- Alfonso Sainz - Saxo soprano.
- Lucas Sainz - Guitarra española.
- Ignacio Martín Sequeros - Bajo eléctrico.
- Tony Luz - Guitarra sajona.
- Batería: sin acreditar.
- Flauta: sin acreditar.
- Trompeta: sin acreditar; pueden ser dos trompetistas.
- Félix Arribas, Pedro Luis García y Vicente Gasca figuran en la portada del disco, pero no participaron en las grabaciones.